# ألماس أحمر
الألماس الأحمر هو نوع من الألماس ذو لون أحمر وله نفس الخواص المعدنية للألماس عديم اللون. تُعرف الماسات الحمراء عادةً بأنها أغلى أنواع الألماس وأكثرها ندرة في العالم، حتى أكثر من الألماس الوردي أو الألماس الأزرق، حيث تعد نسبته قليلة جدًا. 